# Buslijn 68 (Winsum-Leens)
Lijn 68 is een buslijn in de Nederlandse provincie Groningen die rijdt tussen Leens en Winsum.

## Geschiedenis
In 1924 begon Van Dijk (later samen met Flikkema) uit Pieterburen een buslijn van Pieterburen via Westernieland, Den Andel, Rasquert, Baflo, Winsum, Sauwerd en Adorp naar Groningen. In 1938 gingen Van Dijk en Flikkema samen met Blijham en Van der Veen uit Hornhuizen en Jager en Nienhuis uit Zoutkamp samen tot de Marnedienst om de reizigersgroei als gevolg van het opheffen van de treindienst van Winsum naar Zoutkamp op te vangen. Sinds 2001 rijdt lijn 68 altijd tot Winsum en niet meer naar Groningen. Sinds 2008 rijdt lijn 68 op de route Leens - Hornhuizen - Molenrij - Pieterburen - Den Andel - Winsum, daarvoor reed lijn 68 verschillende routes: Leens - Baflo, Warffum - Eenrum en Warffum - Kleine Huisjes, daarnaast reed er nog een rit per dag met een grote bus van Zoutkamp via Leens en Pieterburen naar Warffum met lijnnummer 69. Na 2008 werd lijn 68 sterk versimpeld, zo ging hij alleen nog maar rijden op de route Leens - Winsum en kwam er een aparte lijn 69 die ging rijden op de route Eenrum - Warffum en een keer per dag als lijn 669 van Zoutkamp naar Warffum. In 2011 werd de rit van Zoutkamp naar Warffum ingekort tot Leens - Warffum en werd deze gereden met een kleine bus onder lijnnummer 668, en vanaf in 2012 werd deze rit en lijn 69 helemaal opgeheven, maar na vele klachten kwam lijn 668 weer terug. Sinds 2013 wordt deze rit gereden als lijn 68. In 2014 werd deze rit ingekort tot Westernieland - Warffum.
In juni 2014 besloot het OV-bureau Groningen Drenthe om lijn 67 per 14 december op te heffen. Daartegenover stond dat lijn 68 per 14 december in de ochtendspits vaker en in de spitsen met grote bussen uitgevoerd zal worden.

## Dienstuitvoering
Lijn 68 wordt door Qbuzz geëxploiteerd als ringlijn waarbij tot 12.00 uur heen via Leens wordt gereden en na 12.00 uur terug via Leens. De lijn wordt gereden met grote bussen, alleen de ritten in de daluren en de vroege avond, ook in het weekend, rijden met een 8-persoonsbusje.